# Breń (dopływ Wisły)
Breń – rzeka, prawobrzeżny dopływ Wisły o długości 53,56 km.
Rzeka bierze początek na Płaskowyżu Tarnowskim w pobliżu wsi Stare Żukowice. Płynie w większości przez tereny rolnicze, ale także przez miasto Dąbrowa Tarnowska. Do doliny Wisły wpływa w gminie Olesno na wysokości miejscowości Swarzów i Podborze, a uchodzi do Wisły na 210 km jej biegu w okolicach miejscowości Otałęż.
W okolicach miejscowości Wola Mędrzechowska do Brnia wpada Żabnica, która w latach 1937–1991 prowadziła ścieki z Niedomickich Zakładów Celulozy, zabijając praktycznie życie biologiczne rzeki Breń aż do ujścia.